# 1285

## Události
- 25. ledna – v Chebu svatba a svatební noc čtrnáctiletého Václava II. s Gutou Habsburskou
- 26. ledna – Guta je pro neshody mezi oběma panovníky odvezena otcem pryč
- od ledna Václav II. používá titul Král Čech a markrabě Moravy místo Pán a dědic království českého
- vojenská výprava Falkenštejna a Václava II. proti rozvratníkům a loupežníkům v Čechách

## Narození
- 9. dubna – Ajurbarwada, čtvrtý císař říše Jüan a sedmý veliký chán mongolské říše († 1. března 1320)
- 6. prosince – Ferdinand IV., král Leónu a Kastílie († 7. září 1312)
- ? – Sancha Mallorská, kalábrijská vévodkyně a neapolská královna jako manželka Roberta Moudrého († 28. června 1345)
- ? – Balduin Lucemburský, trevírský arcibiskup a říšský kurfiřt († 21. ledna 1354)

## Úmrtí
- 7. ledna – Karel I. z Anjou, král neapolský (* 1226)
- 28. března – Martin IV., papež (* mezi 1210–1220)
- 22. srpna – Filip Benicius, italský presbyter, fakticky druhý zakladatel řádu Servitů, světec (* 1233)
- 9. září – Kunhuta Uherská, česká královna jako manželka Přemysla Otakara II. (* asi 1246)
- 5. října – Filip III., francouzský král z rodu Kapetovců (* 3. dubna 1245)
- 10. listopadu – Petr III. Aragonský, král aragonský a sicilský (* 1239)
- Francesca da Rimini, krásná dcera Guida da Polenta z Ravenny (* 1255)
- Marie z Coucy, skotská královna jako manželka Alexandra II. (* cca 1218)
- Roger ze San Severina, místodržící Jeruzalémského království (* ?)

## Hlava státu
- České království – Václav II.
- Svatá říše římská – Rudolf I. Habsburský
- Vlámské hrabství – Vít I. z Dampierre
- Namurské markrabství – Vít I. z Dampierre
- Rakouské vévodství – Albrecht I. Habsburský
- Tyrolské hrabství – Menhard II. Tyrolský
- Papež – Honorius IV.
- Anglické království – Eduard I.
- Bretaňské vévodství – Jan I. Bretaňský
- Francouzské království
  - Filip III.
  - Filip IV. Sličný
- Polské knížectví – Lešek II. Černý
- Uherské království – Ladislav IV. Kumán
- Portugalské království – Dinis I. Hospodář
- Navarrské království – Johana I.
- Aragonské království – Petr III. Veliký – Alfons III. Štědrý
- Kastilské království – Sancho IV. Kastilský
- Byzantská říše – Andronikos II. Palaiologos